# Batería Defensiva Castillo De La Herradura
Batería Defensiva Castillo De La Herradura är ett slott i Spanien.   Det ligger i provinsen Provincia de Granada och regionen Andalusien, i den södra delen av landet, 400 km söder om huvudstaden Madrid. Batería Defensiva Castillo De La Herradura ligger 8 meter över havet.
Terrängen runt Batería Defensiva Castillo De La Herradura är kuperad åt nordost, men åt nordväst är den bergig. Havet är nära Batería Defensiva Castillo De La Herradura åt sydväst.  Närmaste större samhälle är Almuñécar, 5,1 km öster om Batería Defensiva Castillo De La Herradura. 